# Círculo Sollerense
El Círculo Sollerense (en idioma catalán, Cercle Solleric) es una Sociedad deportiva y cultural de Sóller (Mallorca, Islas Baleares, España) fundada en el año 1899. En sus inicios fue conocida popularmente como els Xiclets (los Ciclistas), como reflejo de su fomento de la actividad deportiva. Hoy día es conocida como es Centro (el Centro) o es Círcul (el Círculo), denominaciones mucho más habituales en tanto el ciclismo no ha tenido un papel fundamental en el devenir de la Sociedad. En 1999 se celebraron solemnemente los cien años de su nacimiento.

## Historia

### Marco histórico
La sociedad nació a raíz de la transformación social y cultural que Sóller vivía desde finales del siglo XIX, como consecuencia de la fuerte emigración de población sollerense, especialmente hacia Francia. Al haber hecho fortuna, muchos volvían a Sóller para hacer gala de su progreso económico y material, pero también colaboraron indirectamente a la difusión de ideas y costumbres propias de los países en los que se habían radicado (con una claro predominio del modelo de vida francés, como hemos dicho). De este modo iban llegando a la ciudad todo tipo de novedades en boga en Europa, que aún en España (y más todavía en una recóndita población de difícil acceso como Sóller) eran totalmente desconocidas.
Así, entre otras cosas llegó a Sóller una nueva tradición asociacionista plasmada en las denominadas entidades recreativas. Un asociacionismo caracterizado por ser aconfesional, apolítico y carente de distinciones de clase social, y sumamente interesado por las entonces primeras manifestaciones deportivas como un hábito saludable y recreativo. Éste se erigió como alternativa al tradicional asociacionismo vinculado al mundo católico, caciquil, obrero o de camarillas políticas, que le resultaba extraño a un pujante colectivo sollerense que había vivido y hecho fortuna en un entorno social mucho más avanzado.

### Orígenes
El 25 de marzo de 1899 se reunieron en Can Bernadet siete prohombres de la ciudad que, ante notario, acordaron fundar una sociedad "distinta de las que están de moda hoy día": apolítica, de fomento del deporte (de Sports, según sus estatutos), y abierta a cualquier individuo mayor de 16 años sin distinción del clase ni condición: "en la que se ha de prescribir la política, ha de abarcar toda clase de sports, y ha de caber en ella toda persona mayor de diez y seis años, rica, pobre, joven, vieja, sin distinción de clase ni matices."
Había nacido el Círculo Sollerense. En la misma reunión se aprobó su Reglamento, el cual recogía y desplegaba todos estos puntos. Desde el principio las distinciones entre socios se redujeron al importe de la cuota que abonaban, sin que eso supusiera desigualdad alguna entre ellos. A posteriori se realizó una división entre locales (residentes en Sóller) y foráneos (cuota más reducida), que tampoco iba más allá del importe a pagar.

### La entidad recreativa
En 1906 la sociedad aprueba un nuevo reglamento que no modifica sustancialmente el anterior. Sin embargo, la sociedad había perdido el empuje y el entusiasmo de sus primeros años (1899-1903) y su actividad deportiva pronto desaparece. Salvo en sus primeros años, sus objetivos de "fomentar toda clase de Sport" pronto fueron abandonados y no fueron recuperados hasta más de medio siglo más tarde.
Después de la Guerra Civil no hay un cambio sustancial en su funcionamiento habitual, aunque un decreto del Gobierno (1941) concedía al gobernador civil la potestad de nombrar y destituir los cargos de cualquier entidad asociativa. Desde entonces, el nombramiento de los cargos directivos del Círculo Sollerense tenían que ser aprobados (y tal vez designados) por el gobernador civil.
En 1948 la sociedad cambia su reglamento en profundidad para reflejar su verdadera condición: oficialmente deja de ser una entidad deportiva para ser simplemente recreativa. El Círculo Sollerense se limitaba a "proporcionar a sus socios solaz y diversión". Es decir, un entorno de descanso y tertulia en el que la actividad física y deportiva era inexistente.

### La sociedad deportiva y cultural
Con los nuevos estatutos de 1966 y sobre todo los de 1974, el Círculo Sollerense vuelve a sus orígenes fundacionales. Cambia su denominación por la de Círculo Sollerense, Sociedad Deportiva y Cultural, aunque oficialmente se abrevia como Círculo Sollerense, D.C., y desde ese momento se explícita que sus finalidades son "fomentar toda clase de deportes y dedicarse a organizar actos culturales y recreativos."
Además, desde 1975 se dio inicio a la admisión de socias.
En 1994 el Círculo Sollerense aprueba un reglamento interno que complementa los estatutos vigentes y da cuerpo legal a las diversas secciones deportivas y culturales que habían florecido en los últimos años a raíz de la última reforma estatutaria: Billar, Ajedrez, Tenis, Atletismo, Aeromodelismo y Radioaficionados.
En enero de 2011 se aprobaron unos nuevos Estatutos que ajustaban los existentes desde 1974 al marco legal vigente, aglutinaban en su articulado el reglamento interno aprobado en 1994 y armonizaban su funcionamiento interno con el propio de cualquier club deportivo.

## El local social

### Sedes anteriores
Desde sus inicios, el Círculo Sollerense ha ido ocupando diversos inmuebles de alquiler sin que se consiguiese una estabilidad total.
- Can Bernadet, Pl. Constitució, 32 (1899, 1913-28 y 1972-75)
- Cas Mosson, Carrer des Born, 17 (1899-1907), en los aledaños de la Plaza Constitución
- Can Bordils, Pl. Constitució, 22 (1908-13 y 1928-72)
- Can Capellana, Pl. Constitució, 30 (ahora 17) (desde 1975)

### Sede actual
Dados los problemas que cíclicamente surgían entre el Círculo Sollerense y sus sucesivos arrendadores, los cuales afectaban al normal funcionamiento de la Sociedad, desde principios de los años 70 la sociedad decide buscar un local propio para conseguir mayor estabilidad y gozar de mayor libertad en su reforma y acondicionamiento de acuerdo a sus necesidades. 
Finalmente, el 1 de agosto de 1974 se firmó el contrato de compra de Can Capellana. Un edificio de planta noble y tres pisos de 112 metros cuadrados situado en la Pl. Constitució, 30 (ahora 17), que igual que el resto de locales ocupados hasta la fecha está situado en Sa Plaça, en pleno centro de la localidad.
La adquisición del inmueble, así como las obras de reforma, se pudieron llevar a cabo gracias a un préstamo hipotecario, amortizado con una emisión de acciones y el pago de cuotas extraordinarias por parte de los socios.
Finalmente, el 23 de febrero de 1975 se llevó a cabo su solemne inauguración. A posteriori se han llevado a cabo diversas obras de mejora y acondicionamento de las instalaciones, siempre de acuerdo con las posibilidades económicas de la sociedad.

## El Club

### Dependencias
Actualmente, el Círculo Sollerense dispone de las siguientes dependencias para sus asociados: 
- Planta principal: Cafetería y Snack-Bar (*)
- Primer piso: Biblioteca y Sala de lectura. Sala de Juegos de mesa
- Segundo piso: Sala de cine y televisión. Sala de Billar francés
- Tercer piso: Sala de Ajedrez

(*) El Snack-Bar es la única dependencia del Círculo Sollerense que, aparte de servir a sus asociados, también está abierto a todo el público

### Actividades recreativas
Desde sus inicios, la sociedad ha desplegado todo tipo de actividades de entretenimiento de sus asociados. En sus primeros años organizaba bailes en la sede social (destacando los de Carnaval, Navidad y Año nuevo), y fiestas en la Plaça de la Constitució los fines de semana. 
En segundo lugar, los juegos de mesa. Desde los más tradicionales (Naipes, Dados, Dominó, Damas o Parchís) a los más recientes (Scrabble, Monopoly o Trivial Pursuit). También el Ajedrez ha tenido su papel, hasta el punto de dar origen a una sección deportiva propia. Los comienzos fueron polémicos ante la costumbre de bastantes asociados de apostar con dinero, lo cual estaba muy mal visto por las autoridades civiles y eclesiásticas que perseguían sistemáticamente los juegos prohibidos (apuestas con dinero).
También es remarcable su papel en las fiestas locales de Sóller (la Fira, Carnaval, etc.), aunque nunca con participación directa sino organizando actividades deportivas que son incluidas en el calendario de fiestas correspondiente.

### Secciones deportivas
En sus primeros años la actividad deportiva fue muy intensa y diversificada. Baste una relación de las actividades en los primeros años.
- Ciclismo (1899-1913)
- Alpinismo (1899-1902)
- Colombofilia (1899-1923)
- Hípica (1899-1902)
- Pesca y regatas (1899-1902)
- Caza y tiro con arco (1899-1908)
- Gimnasia y esgrima (1899-1900?)

El carácter deportivo de la sociedad fue languideciendo hasta desaparecer cualquier actividad física después de la euforia vivida durante sus primeros años. Pero después de la reforma de los estatutos de 1974, la sociedad recuperó el fomento del deporte a través de sus secciones deportivas. 
Actualmente la entidad mantiene tres secciones deportivas:
- Ajedrez (1980-).[15] Desde 2007 sus jugadores compiten en los Campeonatos de Mallorca que organiza la Federación Balear de Ajedrez (FBE) en 2.ª categoría (primer equipo) y 3.ª categoría (segundo equipo).[16] La sección es la actual responsable del Torneo Internacional de Ajedrez de Sóller (febrero)[17][18]
- Atletismo (1980-).[19] Sus integrantes participan en todo tipo de competiciones organizadas por la Federación de Atletismo de las Islas Baleares (FAIB): carrera de larga distancia, triatlón, duatlón o carreras populares.[20] La sección es responsable de la organización cada año de la Cursa Popular Ciudad de Sóller (agosto)[21][22]
- Billar. Mantiene su actividad con la celebración de tres torneos anuales internos de la Sociedad: Libre (desde 1973), Tres bandas y Bricole (ambos desde 1987). Pero nunca ha llegado a crear un equipo de competición.

Otras secciones, después de algunos años de vida, acabaron desapareciendo:
- Aeromodelismo (1980-1995)[23]
- Fútbol de Empresa (2000-14)
- Fútbol Femenino (2008-15)
- Montañismo (2010-16)
- Radioafición
- Tenis

## Presidentes
Desde su fundación en 1899, el Círculo Sollerense ha tenido un total de 33 presidentes. En los últimos veinte años tan solo ha habido dos presidentes: Bernat Cabot Seguí, Joan Socias Barceló y el actual, Jaume Antoni Aguiló Morales. De todos ellos tan solo tres han repetido mandato.
| - Jaume Torrens Calafat (1899-1904) - Amador Canals Pons (1904-05) - Llorenç Rosés Borràs (1905) - Jaume Antoni Mayol Arbona (1905-06) - Baltasar Marquès Oliver (1906) - Llorenç Alou Servera (1906-08) - Emili Comte Vieulles (1908-10) - Joan Magraner Oliver (1910-12) - Jaume Morell Mayol (1912-14) - Francesc Bernat Serra (1914-15) - Josep Ensenyat Mayol (1915-20) - Baltasar Marquès Oliver (1920-24) (2.º mandato) - Gaspar Borràs Ferrer (1924-26) | - Gaspar Borràs Ferrer (1924-26) - Bartomeu Sampol Colom (1926-28) - Vicenç Sastre Colom (1928-30) - Bartomeu Sampol Colom (1930) (2.º mandato) - Josep Serra Pastor (1930-31) - Josep Palou Coll (1931-36) - Josep Bauzà Pizá (1936-39) - Bartomeu Terrassa Arbona (1939-40) - Bartomeu Morell Bauzà (1940-41) - Guillem Rullan Palou (1941-43) - Amador Pons Coll (1943-45) - Pau Noguera Morell (1945-46) - Joan Arbona Morey (1946-50) | - Jesús Martín Torres (1950-57) - Antoni Orell Casasnovas (1957-70) - Jaume Martí Garcias (1970-71) - Rafael Socias Florit (1971-73) - Rafael Estades Canals (1973-78) - Bartomeu Marcús Colom (1978-85) - Amador Castanyer Noguera (1985-90) - Joan Socias Barceló (1990-2002) - Junta Gestora (2002-03) - Bernat Cabot Seguí (2003-07) - Joan Socias Barceló (2007-15) (2.º mandato) - Jaume Antoni Aguiló Morales (2015-) |

## Junta Directiva
La Junta Directiva resultante de la Asamblea de socios celebrada el 22 de marzo de 2015 es la siguiente:

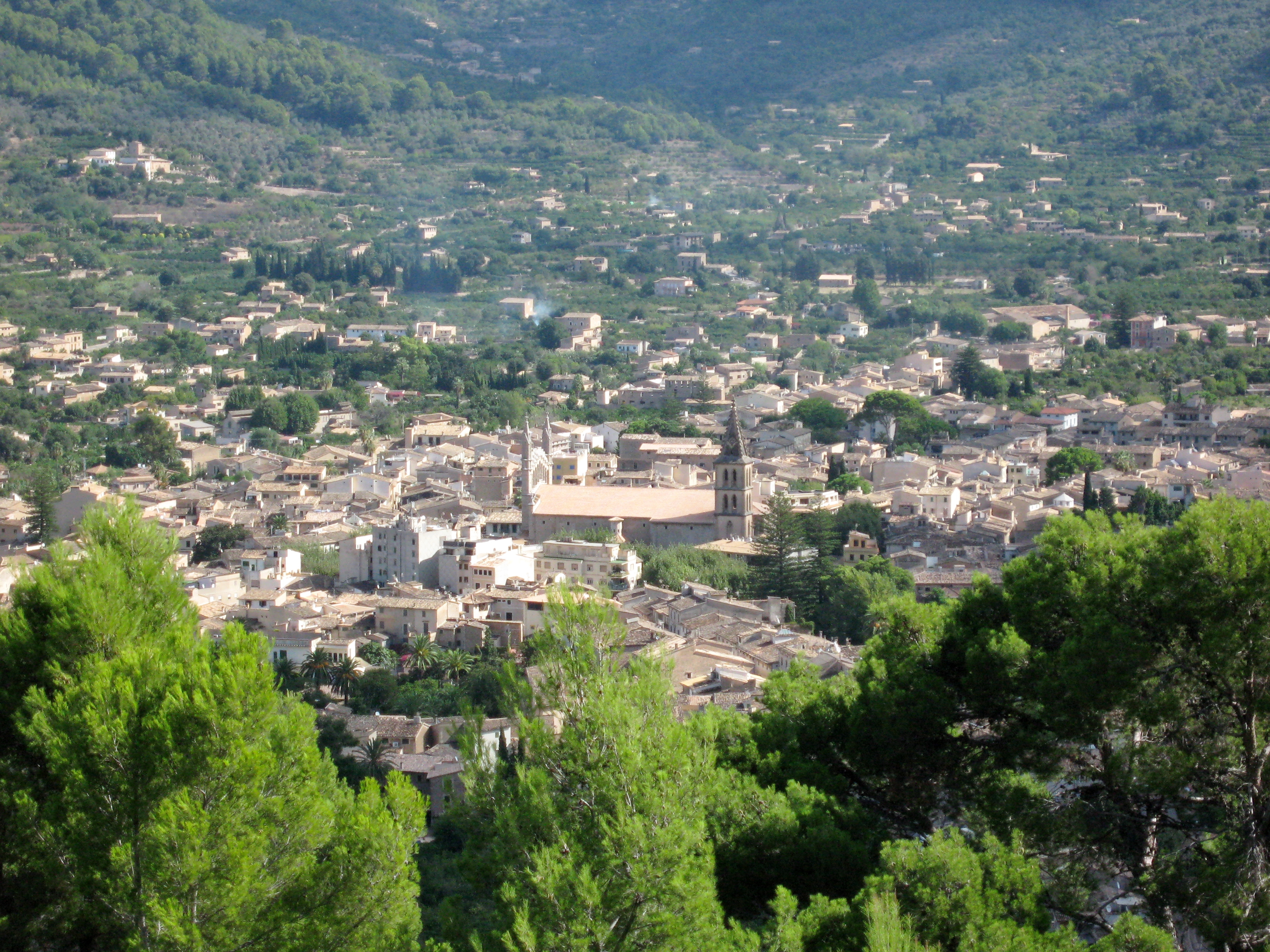
Panorámica de la ciudad de Sóller

Presidentes Honorarios: Jaume Torrens Calafat (+) y Francesc Arbona Colom (+)
- Presidente: Jaume Antoni Aguiló Morales

- Vicepresidente 1º: Miquel Arbona Payeras

- Vicepresidente 2º: Bartomeu Oliver Guasp

- Secretario: Francesc Rullan Vila

- Vicesecretario: Carles Viada Pons de Vall

- Tesorero: Mateu Mayol Mayol

- Contador: Jaume Palou Pizà

- Vocal: Francesc Fiol Ramis
- Vocal: Antònia Mariano Mayol
- Vocal: Francesc J. Martínez Deyà
- Vocal: Joan Mayol Bisbal
- Vocal: Antoni Socías Colom
- Vocal: Miquel A. Socías Miró
- Vocal: Antoni Suñer Rullan